# Медаль Вооружённых сил «За ранение при боевых действиях» (Норвегия)
Медаль Вооружённых сил «За ранение при боевых действиях» – ведомственная награда вооружённых сил Королевства Норвегия.

## История
1 января 2005 года была учреждена ведомственная медаль Вооружённых сил «Убитым или раненным при боевых действиях», впоследствии разделённая на две отдельные награды: медаль «За ранение при боевых действиях» и медаль «Убитым при боевых действиях».
Ведомственная медаль Вооружённых сил «За ранение при боевых действиях» вручается военнослужащим норвежских Вооружённых сил, которые были ранены в боевых действиях или ситуациях, которые могут быть приравнены к боевым действиям и должны быть вызваны одной из сторон в конфликте. Это относится к таким ситуациям, когда военнослужащий получил травму в конфликте в результате нападения на Норвегию, в международных операциях и сражениях, или в результате террористических актов против Норвегии или стран, где располагаются части норвежских вооружённых сил. Медаль может вручаться гражданскому персоналу или иностранным гражданам, если они находились под норвежским военным командованием. В случае повторного ранения в ходе других боевых действий, на ленту медали крепится серебряная пятиконечная звёздочка.
В 2013 году всего один военнослужащий был удостоен данной медали, в 2014 году в общей сложности было вручено 17 медалей. Известен по крайней мере один случай повторного награждения.
| Планки медали | Планки медали        |
| за ранение    | за повторное ранение |
| ------------- | -------------------- |
|               |                      |

## Описание
Медаль изготавливается позолоченного металла.
Имеет вид прямого креста фиолетовой эмали с золотистым бортиком, наложенного на перевитый лентами венок. В кресте в столб позолоченное изображение половины (обломанного) меча.
На реверсе по окружности надпись: «FOR LAND OG FOLK» (За землю и народ), а также гравируется имя награждённого.
Лента медали красного цвета с фиолетовыми полосками 4 мм. шириной по краям.